# Ciló (polític)
Ciló (en llatí Cylon, en grec antic Κύλων "Kílon") fou un noble atenenc que va guanyar un premi a la doble carrera (δίαυλος) als jocs olímpics del 640 aC, i es va casar amb la filla de Teàgenes el tirà de Mègara.
Llavors, gràcies a la fortalesa política adquirida, va planejar enderrocar als Alcmeònides atenencs i convertir-se en tirà d'Atenes. Va consultar a l'oracle de Delfos que li va aconsellar ocupar l'Acròpoli durant el festival principal de Zeus. Aquest festival devia ser la celebració del final dels Jocs, i no la festa atenenca Διάσια (Diàsia), i va fer el seu intent durant els jocs. Es va apoderar de l'acròpoli amb molts partidaris (que eren nombrosos) però aviat va ser assetjat per forces dirigides pels nou arconts (segons Tucídides) o pels pritans de la Naucrària (segons Heròdot). Pressionat per la fam, es va refugiar amb els seus seguidors a l'altar d'Atena d'on van ser comminats a retirar-se per l'arcont Mègacles, l'alcmeònida, a canvi de salvar la vida. Però quan ja s'havia rendit, possiblement va ser executat junt amb els seus còmplices. Tucídides i Aristòfanes diuen que es va poder escapar junt amb el seu germà. Suides diu que el van matar a l'altar de les Eumènides i Heròdot diu que va ser executat amb la resta de sediciosos.
Els seus partidaris van recuperar uns mesos després la força que havien tingut abans de la mort de Ciló i van continuar lluitant contra els alcmeònides fins al temps de Soló. Aquests fets se situen entre el 620 i el 610 aC.